# عدسی بارلو

پرتو نور بدون عدسی بارلو (قرمز) و با عدسی بارلو (سبز)

عدسی بارلو(به انگلیسی: Barlow lens) که به افتخار سازندهٔ آن مهندس انگلیسی پیتر بارلو نامیده شده‌است، یک عدسی است که در دستگاه‌های نوری (معمولا تلسکوپ) به کار می‌رود تا نسبت بزرگنمایی آن را افزایش دهد.

## استفاده در تلسکوپ
در تلسکوپ‌ها عدسی بارلو قبل از عدسی چشمی استفاده می‌شود تا بزرگنمایی آن را با توجه به توان عدسی افزایش دهد.. معمولاً عدسی‌های بارلو در بزرگنمایی ۲ و ۳ و ۵برابر موجودند.

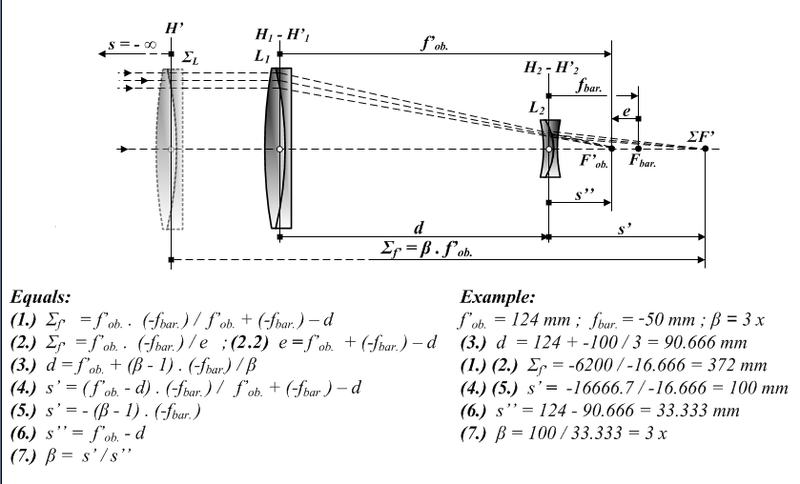
نمودار بارلو